# Клаусталь-Целлерфельд
Клаусталь-Целлерфельд (нім. Clausthal-Zellerfeld) — місто в Німеччині, розташоване в землі Нижня Саксонія. Входить до складу району Гослар.
Площа — 43,71 км2. Населення становить 14 804 ос. (станом на 31 грудня 2021).